# Lodewijk de Vrome

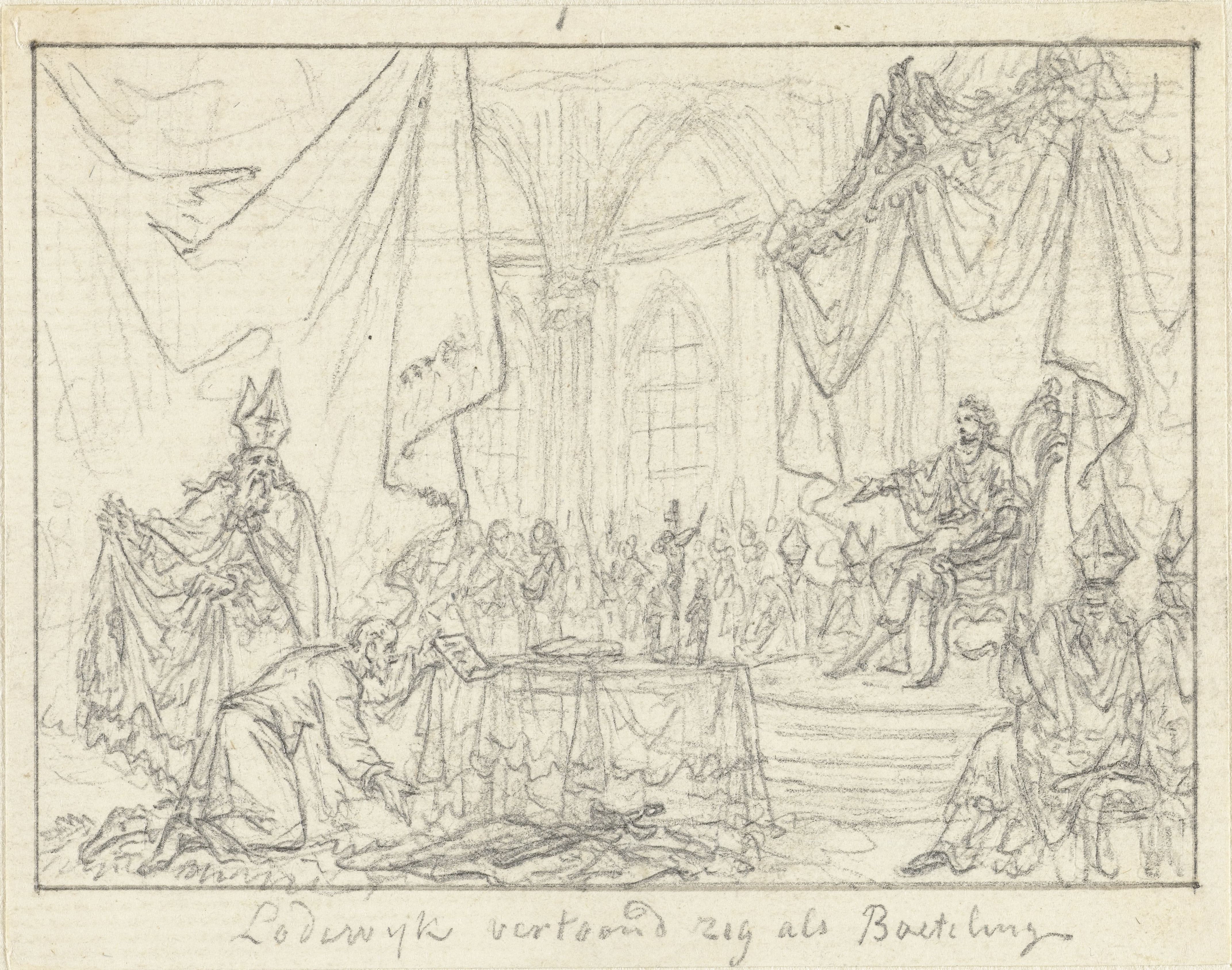
Bij het streven naar 'gematigdheid' deed Lodewijk de Vrome ook regelmatig boete.

Lodewijk de Vrome (Chasseneuil bij Poitiers, 778 – Ingelheim am Rhein, 20 juni 840), ook wel de Eerlijke, de Goedertierene en de Joviale, was de koning van Aquitanië vanaf 781. Hij was ook koning der Franken en medekeizer (als Lodewijk I) van het Heilige Roomse Rijk met zijn vader, Karel de Grote, vanaf 813. Als de enige overlevende volwassen zoon van Karel de Grote en Hildegard, werd hij de enige heerser der Franken na het overlijden van zijn vader in 814, een positie die hij bekleedde tot zijn overlijden, met uitzondering van de periode 833-834, waarin hij was afgezet.
Tijdens zijn bewind in Aquitanië werd Lodewijk belast met de verdediging van de zuidwestelijke grens van het rijk. Hij veroverde Barcelona op de Omajjadenprins Abd al-Rahman I in 801 en liet de Frankische autoriteit gelden over Pamplona en de Basken ten zuiden van de Pyreneeën in 812. Als keizer nam hij zijn volwassen zonen - Lotharius I, Karel de Kale en Lodewijk de Duitser - op in de regering en zocht naar een geschikte verdeling van het rijk tussen hen. Het eerste decennium van zijn bewind werd gekenmerkt door tragedies en vernederingen, met name de brutale behandeling van zijn neef Bernhard van Italië. In de jaren 830 werd zijn rijk verscheurd door een burgeroorlog tussen zijn zonen, verergerd door pogingen van Lodewijk om zijn zoon Karel de Kale op te nemen in zijn opvolgingsplannen. Hoewel zijn bewind eindigde op een hoogtepunt, met de orde grotendeels hersteld, werd het gevolgd door drie jaar burgeroorlog. Lodewijk wordt over het algemeen door onderzoekers in vergelijking met zijn vader als de mindere beschouwd, maar hij werd dan ook geconfronteerd met heel andere problemen.

## Geboorte en naamgeving
Terwijl Karel de Grote in Noord-Spanje op veldtocht was, beviel zijn vrouw Hildegard, hetzij op 11 april, in juni of augustus 778 in de palts van Chasseneuil bij Poitiers van een tweeling. Na Karels terugkeer werden ze als Lodewijk en Lothar gedoopt. De Karolingische koningsnamen Karel, Karloman en Pepijn waren al aan Karels eerder geboren zonen vergeven, zodat er besloten werd terug te grijpen op de namen van de belangrijkste Merovingische koningen Chlodowech I, oftewel Clovis, en Chlotarius I. De kleine Lothar overleed al in 779, maar Lodewijk overleefde.

## Koning van Aquitanië

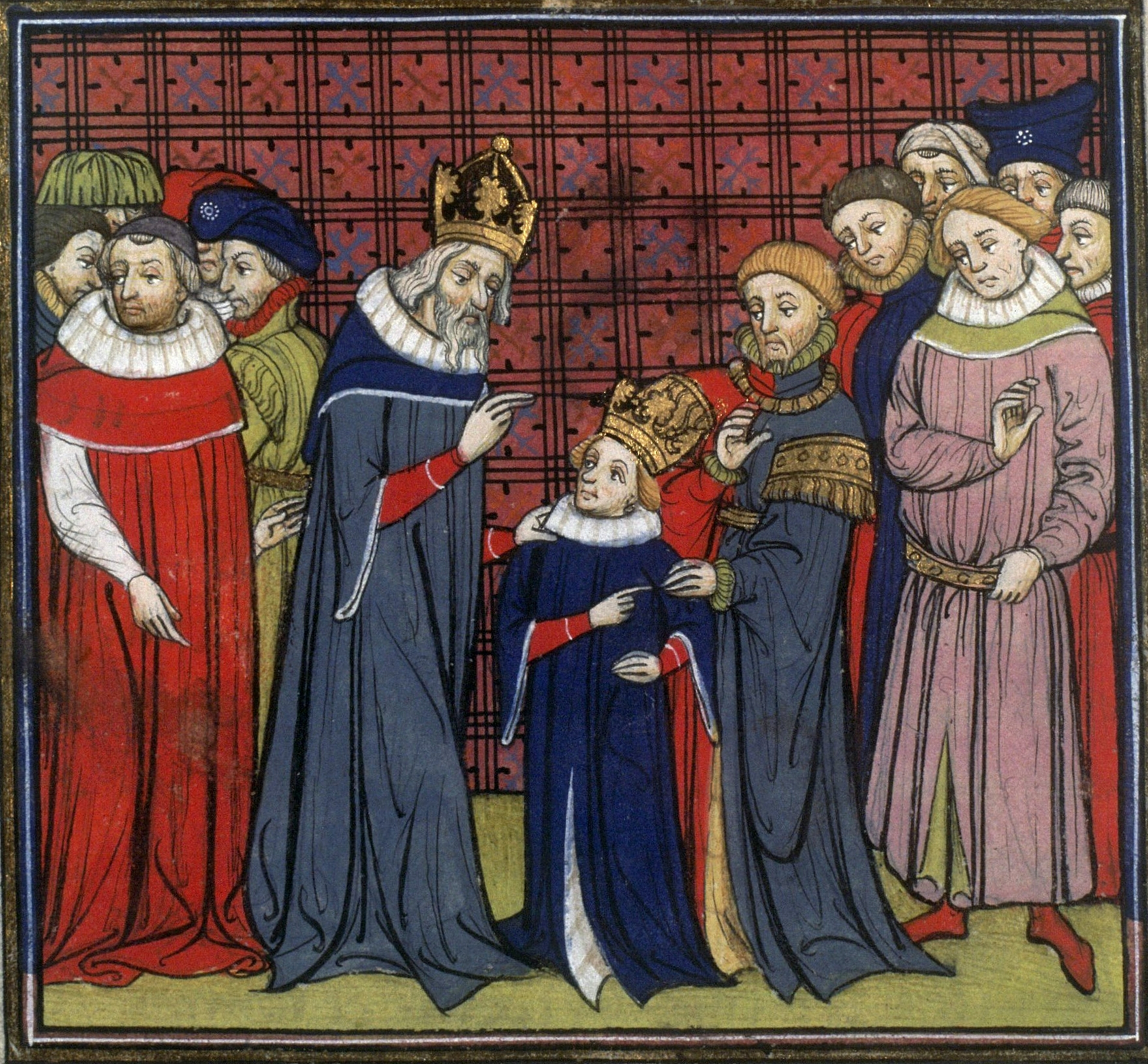
Karel de Grote kroont Lodewijk de Vrome

Ten tijde van de geboorte van Lodewijk begon Karel de Grote een politiek van decentralisatie van bestuur en militair bevel vorm te geven. Doel daarvan was om in alle strategische grensgebieden een permanent aanwezige macht te hebben, onafhankelijk van de verblijfplaats van Karel zelf. Hiertoe creëerde Karel koninkrijken voor zijn zoons, die daar moesten gaan wonen en het bestuur en het militaire bevel op zich moesten nemen. Lodewijk, drie jaar oud, werd in 781 koning van Aquitanië en daarmee belast met de confrontatie met de Omajjaden van Andalusië, onder regentschap van een hofhouding van ervaren hovelingen, bestuurders en bevelhebbers, die zijn taken voor hem waarnamen.
Lodewijk ontving als kind goed onderwijs, hij sprak vloeiend Latijn en beheerste ook Grieks. Hij werd verder opgevoed volgens de gebruiken en wetten van Aquitanië.
In 797 verwierf Lodewijk Barcelona nadat de Arabische gouverneur van die stad ten gunste van de Abbasiden tegen de Omajjaden in opstand was gekomen en toen zijn opstand mislukte de stad liever aan de Franken overdroeg. In 799 ging Barcelona verloren maar in 800 leidde Lodewijk met Willem met de Hoorn en zijn zoon Bera, een leger van Aquitaniërs, Basken, Visigoten (uit Septimanië en de Provence) en belegerde Barcelona, de stad viel uiteindelijk in 801. Hiermee ontstond de Spaanse Mark.
In 806 regelde Karel de Grote zijn erfenis. Volgens deze verdeling zou Karel de Jongere vermoedelijk koning worden boven zijn broers en kreeg hij de kern van het rijk, Pepijn kreeg Italië en gedeelten van Zuid-Duitsland en Lodewijk kreeg Aquitanië, Septimanië en een gedeelte van Bourgondië.
In 812 bedwong Lodewijk een Baskische opstand. Hij ging voor zijn vader minstens een keer op campagne tegen Benevento in Zuid-Italië.

## Huwelijken en kinderen
In zijn eerste huwelijk (795) was Lodewijk getrouwd met Irmingard van Haspengouw. Ze hadden een goed huwelijk en Irmingard had een grote invloed op haar man. Zij kreeg de volgende kinderen:
- Lotharius (± 795-855), koning van Italië, volgde zijn vader op als keizer en werd koning van het Middenrijk
- Pepijn (± 797-838), koning van Aquitanië; hij overleed voordat het Frankische Rijk in 843 bij het Verdrag van Verdun in drie delen werd verdeeld
- Rotrude (± 800-?), gehuwd met Gerard van Auvergne
- Bertha, van wie het geboortejaar onbekend gebleven is
- Hildegarde, (± 802/804 - 857), tweede echtgenote van Gerard van Auvergne, abdis van Notre Dame en Saint Jean te Laon, steunt Lotharius tegen Karel de Kale
- Lodewijk (± 806-876), koning van Beieren en na 843 van het Oost-Frankische Rijk.

Na het overlijden van Irmingard  op 3 oktober 818 is Lodewijk op aandrang van zijn edelen hertrouwd. Na een soort schoonheidswedstrijd trouwde hij 1 februari 819 te Aken met Judith van Beieren. Zij kregen de volgende kinderen:
- Gisela (ca. 820 - 874), getrouwd met Eberhard van Friuli
- Karel de Kale (13 juni 823 - 6 oktober 877), koning van het West-Frankische Rijk
- een onbekende dochter.

Bij zijn minnares Theodelinde van Sens had hij de volgende kinderen:
- Alpais, (ca. 794 - 852), getrouwd met Bego van Toulouse
- Arnulf, (geb. 794), graaf van Sens en bondgenoot van Lotharius.

## Keizer
Door het overlijden van zijn beide oudere broers, Pepijn en Karel de Jongere, was Lodewijk de enige overgebleven erfgenaam. Op 11 september 813 kwamen de rijksgroten te Aken bijeen en waren zij getuige van de feestelijke verheffing van de zoon van Karel de Grote tot mederegent en exclusieve erfgenaam van het Rijk, met de daaraan verbonden konings- en keizerstitels. In 814 werd Lodewijk koning van de Franken als opvolger van zijn vader. Hij regeerde bijna het gehele rijk zelf, alleen Italië had met Bernhard van Italië, een zoon van Pepijn, nog een eigen koning.
Het beleid van Lodewijk werd sterk bepaald door de invloed van zijn hovelingen (waaronder veel van zijn vertrouwelingen uit Aquitanië) en zijn echtgenotes. Hij begon een intensieve periode van wetgeving en staatkundige en kerkelijke hervorming. Lodewijk verplichtte alle kloosters de leefregels van Benedictus te volgen en hij moderniseerde de rechtspraak. Hij stuurde al zijn ongetrouwde (half)zusters naar het klooster om zo machtsvorming rondom toekomstige zwagers bij voorbaat te voorkomen. Zijn onwettige halfbroers liet hij met rust maar zijn neven (behalve Bernhard) dwong hij ook om in het klooster te treden, hoewel die juist bijzonder trouw waren geweest. Zijn belangrijkste raadslieden waren graaf Bernhard van Septimanië en Ebbo, de zoon van zijn min en dus een soort broer, die in 816 aartsbisschop van Reims werd. Hij hield ook ministers van zijn vader zoals Elisachar (abt van St Maximin te Trier) en Hildebold (aartsbisschop van Keulen) aan. In 815 maakte hij zijn zoons, Lotharius en Pepijn respectievelijk gouverneur van Beieren en gouverneur van Aquitanië. In 816 ten slotte werd Lodewijk door paus Stephanus, te Reims, tot keizer van het Westen gekroond.

### Opstanden en conflicten
Conflicten tussen Lodewijk en zijn zoons, en tussen de zoons onderling, worden hieronder apart behandeld.
- 815: een opstand van de hertog van Gascogne, maar die werd verslagen en vervangen door Lupus III Centullus van Gascogne, die in 818 op zijn beurt zou worden vervangen
- 816: een opstand van de Sorben en de Obodriten wordt voor een paar jaar onderdrukt.
- 817: Vikingen plunderden langs de Elbe
- 818: onderwerping van Bretagne. Vikingen plunderden langs de Loire
- 820: campagne tegen de Arabieren in Spanje loopt op niets uit omdat de verantwoordelijke edelen (o.a. Hugo van Tours) de expeditie vertragen.  Vikingen plunderden in Vlaanderen.
- 822: Lodewijk ondertekende het Pactum cum Pashali pontiff, met Paus Paschalis I, die de onafhankelijkheid verkreeg van de Kerkelijke Staat.
- 827-829: Lodewijk steunt opstandige Slavische stammen in het Eerste Bulgaarse Rijk, maar krijgt lik op stuk. (zie Omoertag).
- 827: Moren belegerden Barcelona
- 832: Moren hielden plundertochten tot bij Marseille en in het Rhônedal

### Ordinatio Imperii

Oorkonde van Lodewijk de Vrome, verleend aan de Sint-Baafsabdij, waarin Lodewijk haar immuniteit bevestigt die ze reeds ontvangen had van Lodewijks vader (in het Stadsmuseum Gent)

Tijdens een kerkelijke feestdag in 817 stortte een houten loopbrug tussen de Akense koningspalts en de paltskapel in. Ook Lodewijk was op die loopbrug aanwezig maar bleef ongedeerd, hoewel er veel slachtoffers vielen. Deze gebeurtenis was voor Lodewijk een van de redenen om zijn opvolging te regelen. In het document Ordinatio Imperii benoemde hij zijn oudste zoon Lotharius tot eerste erfgenaam en medekeizer en zijn andere zoons Pepijn (Aquitanië, Gascogne, Toulouse, Carcassonne, Autun, Avallon, Nevers) en Lodewijk (Beieren en aanliggende marken) en hun neef Bernhard (Italië) tot onder-koningen. Hij probeerde hiermee te bereiken dat de eenheid van zijn rijk na zijn eventueel overlijden zou worden bewaard en dat zo een burgeroorlog zou kunnen worden voorkomen. Eigenlijk heeft Lodewijk door het benoemen van koningen in grensgebieden met sterke tegenstanders teruggegrepen op de staatsinrichting van Karel de Grote:
- Pepijn tegen de Omajjaden van Andalusië
- Bernhard tegen de Aghlabiden en het Byzantijnse Rijk in Italië
- Lodewijk tegen het Bulgaarse Rijk en andere volken uit Oost-Europa

### Opstand van Bernhard
Bernhard vond dat zijn positie door de Ordinatio Imperii was verzwakt en was bang dat hij uiteindelijk in een ondergeschikte positie ten opzichte van de zoons van Lodewijk zou worden gedwongen. Aan zijn hof werden wilde plannen gemaakt over een onafhankelijk koninkrijk en hij stuurde troepen om de Alpenpassen te bezetten. Lodewijk trok met zijn leger naar Chalon-sur-Saône en nodigde Bernhard uit hem daar te bezoeken. Toen bleek dat een aantal van zijn belangrijke edelen een opstand niet zouden steunen, had Bernhard geen keuze dan te gaan en zich uiteindelijk over te geven. Hij werd ter dood veroordeeld, maar daarna begenadigd. Wel werden zijn ogen uitgestoken. Nadat deze straf in Aken onoordeelkundig was uitgevoerd, overleed Bernhard alsnog na twee dagen ondragelijk lijden. Bisschop Theodulf van Orléans, een van de grootste geleerden van het rijk, werd van medeplichtigheid beschuldigd en opgesloten in een klooster, waar hij niet lang daarna onder verdachte omstandigheden overleed. Het lot van Bernhard en Theodulf bezorgde Lodewijk een groot schuldgevoel, dat hem de rest van zijn leven zou belasten. Hij zou de dood van zijn vrouw in 818 zien als een straf van God, hoewel er ook geruchten waren dat Ermengarde zelf de hand in de dood van Bernhard had gehad.
Als reactie op de opstand van Bernhard dwong Lodewijk zijn halfbroers om toe te treden tot de geestelijkheid. In 822 deed Lodewijk voor zijn hof en voor de paus een publieke schuldbekentenis, waar hij de verantwoordelijkheid voor het overlijden van Bernhard op zich nam. Hij beleed daarbij ook een aantal andere zonden. Dit was niet goed voor zijn imago bij de edelen. Hij liet zijn neven toen weer uit het klooster en gaf ze weer functies aan het hof.

## Crisis (829 - 835)
Op aandringen van zijn tweede echtgenote, Judith, benoemde Lodewijk in 829 hun zoon Karel tot hertog (niet koning, dus formeel geen inbreuk op de Ordinatio Imperii) van Allemannië (Elzas, Zwaben, Raetië en een deel van Bourgondië). Dit ging natuurlijk ten koste van het erfdeel van Lotharius. Op aandrang van Wala van Corbie, een achteroom van Lodewijk de Vrome, die weer uit het klooster was gelaten, en andere edelen die waren verdrongen door gunstelingen van Judith, begonnen de broers Lotharius, Pepijn en Lodewijk een opstand tegen hun vader en vooral ook tegen de invloed, die Judith op Lodewijk had. Ebbo en Hildwin steunden de opstand net als een aantal bisschoppen. Bernhard van Septimanië, de belangrijkste hoveling en een bondgenoot van Judith, werd beschuldigd van overspel met Judith - hij zou misschien zelfs de vader van Karel zijn.
In 830 overtuigde Wala Pepijn van het gevaar van Bernhard van Septimanië. Pepijn trok met een leger naar Parijs en ontmoette met zijn leger zijn broer Lodewijk de Duitser even ten noorden van Parijs. Hun vader, Lodewijk de Vrome, keerde terug van weer een campagne tegen Bretagne (juist begonnen om door een externe vijand te bestrijden de eenheid te bewaren) en ging naar Compiègne. Daar werd hij door Pepijn gevangengenomen. Judith werd in Poitiers gevangengezet en Bernhard van Septimanië vluchtte naar Barcelona. De oudste broer en eerste erfgenaam, Lotharius, trok in 831 met een groot leger naar het noorden en riep in Nijmegen een rijksdag bijeen. Lodewijk de Vrome had Pepijn en Lodewijk de Duitser echter een groter deel in de erfenis beloofd dan Lotharius aanbood en ook de lokale edelen bleven trouw aan Lodewijk de Vrome. Op de rijksdag moesten de zoons hun vader weer als koning erkennen. Lotharius werd begenadigd, maar werd wel naar Italië verbannen. Judith moest een eed zweren dat zij onschuldig was. Wala en andere belangrijke edelen en geestelijken die achter de opstand zaten, werden verbannen. Het gebied van Pepijn werd uitgebreid tot aan de Somme. Het gebied van Lodewijk de Duitser werd uitgebreid tot aan de Rijn. Karel kreeg het tussenliggende gebied van de Moezel tot aan de Provence. Lotharius hield alleen Italië over.
In 832 werd Pepijn aan het hof ontboden, waar hij kil werd ontvangen, als gevolg waarvan hij het hof zonder toestemming van zijn vader verliet. Lodewijk de Vrome was bang voor een opstand en stuurde een leger naar Aquitanië. Ondertussen trok Lodewijk de Duitser Zwaben (wat volgens de regeling van 831 binnen zijn gebied viel) binnen met Slavische bondgenoten. Lodewijk de Vrome onderwierp Lodewijk de Duitser bij Augsburg en Pepijn bij Limoges. Hij was zo boos dat hij Pepijn en Lodewijk al hun gebieden ontnam. Vervolgens benoemde hij Karel tot koning van Aquitanië en wees de rest van het keizerrijk aan Lotharius toe. Lotharius koos echter voor een machtsgreep, verbond zich met Pepijn en Lodewijk de Duitser en marcheerde in 833 naar het noorden. De legers van Lodewijk de Vrome aan de ene kant en de drie opstandige broers aan de andere kant, ontmoetten elkaar bij Colmar. Er werd dagenlang onderhandeld maar ondertussen hadden de broers, met hulp van de paus, een deel van het leger van Lodewijk omgekocht of overgehaald om hun kant te kiezen. Lodewijk beval zijn resterende troepen uiteindelijk om niet meer te vechten om een kansloos bloedbad te voorkomen, en werd gevangengenomen en opgesloten in de Sint-Medardusabdij te Soissons. De plaats van de veldslag, die niet doorging, ging de geschiedenis in als het Lügenfeld (niet van leugen, maar van lueg - hinderlaag - die de drie zoons hier tegen hun vader gespannen hadden door zijn soldaten om te kopen). Karel de Kale werd opgesloten in de Abdij van Prüm en Judith in Tortona. Lodewijk de Vrome werd door een synode (onder voorzitterschap van Ebbo) in Soissons afgezet en moest te Compiègne een openbare schuldbekentenis doen. Hij werd in Reims symbolisch van de drempel van de kerk verbannen.
Lodewijk de Duitser (inmiddels getrouwd met Emma, een zuster van Judith) begon onder invloed van zijn familie en schoonfamilie weer toenadering tot Lodewijk de Vrome te zoeken. Uit boosheid over het gedrag van Lotharius en de vernedering van Lodewijk de Vrome kozen ook steeds meer edelen in Neustrië en Austrasië de kant van Lodewijk de Vrome. Lotharius werd gedwongen om zich terug te trekken op Bourgondië. In 834 wilde Lotharius de situatie van de Ordinatio Imperii van 817 herstellen, waarbij hij als keizer dus boven zijn broers zou staan. Pepijn en Lodewijk waren hier niet van gediend, want zij wilden vasthouden aan de verdeling van 831 (zonder Karel) en als zelfstandige koningen regeren, zij verdreven Lotharius naar Italië en maakten hun vader weer keizer. In 835 verloren de belangrijkste partijgangers van Lotharius tijdens de synode van Diedenhoven hun ambten en een aantal van hen overleed tijdens een epidemie in Italië.
De crisis was voorbij, maar Lodewijk zou de rest van zijn regering voortdurend in conflict blijven met zijn zoons.

## De laatste jaren
De laatste jaren van het bewind van Lodewijk werden gekenmerkt door steeds wisselende allianties met zijn zonen, waarbij die geregeld titels en gebieden kregen en weer kwijtraakten. Ook in deze jaren vonden gewapende confrontaties met zijn zoons plaats. De aanvallen van de Vikingen werden heftiger.
- 836 - Vikingen plunderden Antwerpen en Utrecht.
- 837 - Vikingen veroverden Nijmegen, maar werden door Lodewijk de Vrome verjaagd. Karel werd tot koning van Alemannië en Bourgondië gekroond. Dit ging vooral ten koste van Lodewijk de Duitser, die prompt in opstand kwam. Lodewijk de Vrome gaf in reactie alle gebieden van Lodewijk de Duitser behalve Beieren aan Karel.
- 838 - Vrede met de Vikingen. Lodewijk de Vrome beval de bouw van een Noordzee-vloot en stelde gezanten aan voor Friesland, daaronder Rorik. Na het overlijden van Pepijn benoemde Lodewijk Karel ook tot koning van Aquitanië, maar de edelen kozen Pepijns zoon: Pepijn II. Lodewijk dreigde met een aanval.
- 839 - Lodewijk de Duitser viel Zwaben binnen, Pepijn II trok naar de Loire. De Vikingen vielen Friesland binnen en plunderden Dorestad. Lotharius koos door bemiddeling van Judith nu de kant van Lodewijk de Vrome. Pepijn II werd verslagen en onterfd.
- 840 - Karel werd erkend als koning van Aquitanië. Lodewijk dreef Lodewijk de Duitser terug tot aan de Oostmark. Het keizerrijk werd door Lodewijk opnieuw verdeeld: Karel kreeg Neustrië en Aquitanië, Lodewijk de Duitser kreeg Beieren en de rest van het rijk was voor Lotharius.

Op 20 juni 840 overleed Lodewijk na een ziekte in de palts van Ingelheim, op een eiland in de Rijn. Lodewijk ligt begraven in de abdij van St Arnulph te Metz. Na drie jaar spanning en strijd zouden zijn zoons uiteindelijk zelf bepalen hoe het rijk werd verdeeld.

## Karolingische muntslag

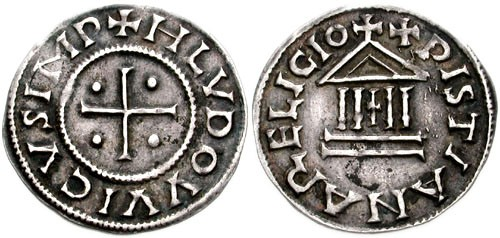
Een penning van Lodewijk de Vrome (bron: vHerwijnen)

De gebruikelijke munteenheid was de denarius, ook wel penning genoemd. Op de voorkant staat meestal een kruis, op de achterkant een tempeltje. De zilveren denarius was al tijdens de Romeinse Republiek, vanaf 223 v.Chr., in gebruik. De ondergang van het West-Romeinse Rijk in 476 betekende ook het verdwijnen van de denarius. De vader van Lodewijk, Karel de Grote herintroduceerde de penning. De muntslag van Lodewijk de Vrome vond onder andere plaats in Utrecht en Dorestad.
Kenmerkend voor Lodewijk de Vrome is het randschrift "XPISTIANA RELIGIO".

## De Karolingische eetcultuur
De eetcultuur aan de hoven stond in het teken van overdadig eten. Lodewijk de Vrome wilde zijn overmatig eetgedrag omzetten naar meer 'gematigdheid'. Zijn dagelijks dieet bestond uit: 'een kraanvogel, drie schouderstukken, een kapoen en drie kippen'. Ondanks zijn pogingen om minder te eten, slaagde hij er niet in. Vandaar dat hij overging naar een vastencultuur. Deze was gebaseerd op 'gematigdheid'. Als symbool om deze bescheidenheid weer te geven, koos men een 'eland'. Een eland heeft een grote overbeet. Hierdoor graast hij heel beheerst en in kleine stukjes, terwijl hij achteruit wandelt. Deze kalme en beheerste eetwijze vond een perfecte aansluiting bij de  'deugdelijkheid' van Lodewijk de Vrome.

## Voorouders
| Voorouders van Lodewijk de Vrome | Voorouders van Lodewijk de Vrome                        | Voorouders van Lodewijk de Vrome                        | Voorouders van Lodewijk de Vrome                        | Voorouders van Lodewijk de Vrome                        | Voorouders van Lodewijk de Vrome               | Voorouders van Lodewijk de Vrome               | Voorouders van Lodewijk de Vrome               | Voorouders van Lodewijk de Vrome               |
| -------------------------------- | ------------------------------------------------------- | ------------------------------------------------------- | ------------------------------------------------------- | ------------------------------------------------------- | ---------------------------------------------- | ---------------------------------------------- | ---------------------------------------------- | ---------------------------------------------- |
| Overgrootouders                  | Karel Martel (689-741) ∞ Rotrude van Trier (690-724)    | Karel Martel (689-741) ∞ Rotrude van Trier (690-724)    | Charibert (680-747) ∞ Gisele van Aquitanië (-)          | Charibert (680-747) ∞ Gisele van Aquitanië (-)          | ? (–) ∞ ? (-)                                  | ? (–) ∞ ? (-)                                  | Hnabi (705-788) ∞ Hereswind (720-)             | Hnabi (705-788) ∞ Hereswind (720-)             |
| Grootouders                      | Pepijn de Korte (714-768) ∞ Bertrada van Laon (725-783) | Pepijn de Korte (714-768) ∞ Bertrada van Laon (725-783) | Pepijn de Korte (714-768) ∞ Bertrada van Laon (725-783) | Pepijn de Korte (714-768) ∞ Bertrada van Laon (725-783) | Gerold van Vintzgouw (740-799) ∞ Imma (-)      | Gerold van Vintzgouw (740-799) ∞ Imma (-)      | Gerold van Vintzgouw (740-799) ∞ Imma (-)      | Gerold van Vintzgouw (740-799) ∞ Imma (-)      |
| Ouders                           | Karel de Grote (747-814) ∞ Hildegard (758-783)          | Karel de Grote (747-814) ∞ Hildegard (758-783)          | Karel de Grote (747-814) ∞ Hildegard (758-783)          | Karel de Grote (747-814) ∞ Hildegard (758-783)          | Karel de Grote (747-814) ∞ Hildegard (758-783) | Karel de Grote (747-814) ∞ Hildegard (758-783) | Karel de Grote (747-814) ∞ Hildegard (758-783) | Karel de Grote (747-814) ∞ Hildegard (758-783) |
| Lodewijk de Vrome (778-840)      |                                                         |                                                         |                                                         |                                                         |                                                |                                                |                                                |                                                |

- Voor de revisie van het artikel in september 2009 is gebruikgemaakt van de Engelstalige, Duitstalige en Franstalige versies van dit artikel in Wikipedia.
- Lodewijk in Genealogie der Mittelalter
- Lodewijk in Foundation for Medieval Genealogy